# Ophiothrix variegata
Ophiothrix variegata är en ormstjärneart som beskrevs av Duncan 1887. Ophiothrix variegata ingår i släktet Ophiothrix och familjen Ophiothrichidae. Inga underarter finns listade i Catalogue of Life.